# 硫化血红蛋白

硫化血红蛋白中血紅素的可能結構

硫化血红蛋白（sulfhemoglobin，SHb）是血红蛋白的亚铁离子被氧化成铁离子的硫化物，其不能携带氧且呈蓝褐色，當它形成後便不能轉回正常的血红蛋白。即使很少量的硫化血红蛋白在血液中存在，亦會造成發紺。
硫化血红蛋白的发生机制是肠内大量硫化氢形成，含氮化合物或芳香族氨基酸起触媒作用，使硫化氢作用于血红蛋白而形成。多数硫化血红蛋白血症由诱发高铁血红蛋白的食物或药物，少部分是先天性因素所致。

## 成因
於特定情況下服食磺胺類藥物（如過量服用舒馬曲坦、柳氮磺胺吡啶）或其他特別的藥物（如非那吡啶、乙醯苯胺、非那西丁）能造成硫化血红蛋白中毒。另外職業性暴露於硫化物也可能造成中毒。

## 中毒徵狀
徵狀包括血液、皮膚、黏膜變成藍或綠色（發紺），但全血細胞計數可能不會顯示有任何異常，因血液中若有0.5g/dL硫化血红蛋白便可引起徵狀。

## 治療
可藉正常紅血球的生成而自癒。以亞硝酸鹽作為解毒劑，可使其血紅素轉為正鐵血紅蛋白的血紅素。這時候可使用亞甲藍將其代謝。但若病情嚴重便需接受輸血。

## 案例
醫學雜誌《柳葉刀》報告了一個中毒案例：一名42歲男子以下跪的姿勢入睡，使其腿部受壓，造成腔室症候群。當醫生為男子抽血以進行手術時，他發現男子的血液是綠色的。其後經驗血發現男子服用過量舒馬曲坦，致其血液內含有硫化血红蛋白。

## 外部連結
- Biology Online （页面存档备份，存于）
- Cancer Web Project Online Medical Dictionary